# ブリストル・バス・ボイコット事件
1963年のブリストル・バス・ボイコット事件 (英: Bristol Bus Boycott)は、ブリストル・オムニバス社がイギリスのブリストルで、黒人やアジア人をバス乗務員として雇うことを拒否したことから始まった。当時、ブリストルでは、イギリスの他の多くの都市と同様、住宅や雇用において、いわゆる「有色人種」に対する人種差別が蔓延していた。ロイ・ハケットが設立し、オーウェン・ヘンリー、オードリー・エヴァンス、プリンス・ブラウン、ガイ・ベイリー、西インド開発評議会が参画し、スポークスパーソンを務める青年労働者のポール・スティーブンソンによって率いられた組織が、ブリストル・オムニバス社に対するバス・ボイコットを主導した。ブリストルの人々によるボイコットは四ヶ月に渡って続き、とうとう同社は主張を撤回し、差別的な人種区別の方針は覆された。
この事件はイギリス国内の人種差別に国民の関心を向けさせたほか、ボイコット・キャンペーンは国政政治家にも支持され、教会団体やトリニダード・トバゴの高等弁務官による介入も招いた。また、ブリストル・バス・ボイコット事件が、公共空間における人種差別を違法にした1965年人種関係法や、その規定を雇用や住宅に拡大した1968年人種関係法の成立に影響を与えたと考える向きもある。

## 背景
1960年代初頭のブリストルには、推定3000人の西インド諸島系の住民が居住していた。その中には、第二次世界大戦中イギリス軍に従軍していた者たちもいれば、もっと最近になってイギリスに移住してきた者たちもいた。多くの西インド諸島系の住民がセント・ポールズのシティ・ロード周辺に居住し、住宅や雇用における差別に耐えていた。中には、白人の若者集団テディ・ボーイズによる暴力に遭う者もあった 。西インド諸島系住民のコミュニティは、西インド協会(West Indian Association)を含む独自の教会やアソシエーションを設立した。
彼らの大きな不満の一つは、ブリストル・オムニバス社による「カラーバー」だった。同社は1950年からイギリス政府により国有化され、トランスポート・ホールディング社を通じて経営されていた。バス乗員の人手不足が伝えられていたにもかかわらず、黒人の就労希望者は、乗務員としての採用を拒否され、作業場や食堂で低賃金で雇用されていた。『ブリストル・イブニング・ポスト』紙と『ウエスタン・デイリー・プレス』紙は、ブリストル・オムニバス社のカラーバーについての連載記事を掲載したが、同社の経営陣は、同社のカラーバーを、バス労働者を代表する「運輸及び一般労働者組合」( Transport and General Workers' Union, TGWU)の要求によるものだとした。地元の組合役員はカラーバーの存在を否定したが、1955年、TGWUの乗客グループが、「有色」の労働者をバス乗務員として雇用すべきではないと決議している。ブリストル産業使節団の主事であるアンドリュー・ヘイクは、「市内のTGWUは、『黒人が1人でも車掌としてプラットフォームに足を踏み入れたならば、全ての車両が止まることになるだろう』と言っていた」と回想している。
白人の車掌の中には、「黒人と一緒に乗務するようなことがあれば、自分たちの身の安全が心配だ」と主張する者、人種差別と関係なく、競争力のある労働力が新しく供給されることで、自分たちの収入が減ってしまうのではないか、と危惧する者がいた。賃金は低く、労働者は稼ぎを良くするための手段を残業に頼っていたのである。ある職場代表は、「人々は、よそから人が流入することで、所得能力が下がることを恐れていた」と述べている。

## 争議

### ボイコット
ロイ・ハケット、オーウェン・ヘンリー、オードリー・エヴァンス、プリンス・ブラウンら4人の若者は、のちに「西インド開発評議会 (West Indian Development Council)」と呼ばれることになる行動団体を結成した。彼らは、西インド協会による差別との戦いに進展がないことに不満を抱いていた。そんな中、オーウェン・ヘンリーは、父親が西アフリカ出身で、当時大学に通っていたポール・スティーブンソンに出会った。彼らは、自分の考えをはっきり述べることができるスティーブンソンを自分たちのスポークスマンにすることにした。スティーブンソンは、カラーバーの存在を証明するために、テストケースとして、若い卸売り店員でボーイズブリゲードに所属するガイ・ベイリーにオムニバス社の面接を受けさせた。スティーブンソンがオムニバス社にベイリーが西インド諸島出身であることを告げると、面接はキャンセルされた。アメリカ・アラバマ州においてローザ・パークスがバスで席を譲ることを拒否したことに端を発して起こった1955年のモンゴメリー・バス・ボイコット事件にインスパイアされ、彼らはブリストルでのバス・ボイコットを決行することを決意した。
ボイコットの決行は1963年4月29日、記者会見でアナウンスされた。翌日、西インド開発評議会は、ブリストルの西インド諸島系住民は誰一人としてオムニバス社のバスを使用していないこと、多くの白人が評議会を支持していることを喧伝した。ブリストル・イブニング・ポスト紙は社説で、TGWUが南アフリカのアパルトヘイト体制に反対していることを指摘した上で、TGWUの幹部は自分たちの階級における人種差別に対抗するために何をしているのかと問いただした。記者陣にこのボイコットについて問われたオムニバス社ジェネラル・マネージャーのイアン・ペティは、
有色人種の乗務員が現れることは、白人のスタッフが次第に減少することを意味する。ロンドン交通局が多数の有色人種を雇っていることは確かだ。ジャマイカに採用事務所を置き、新しく従業員となった有色人種のイギリス行きの運賃に補助金を出しているほどだ。結果として、ロンドン地下鉄ではみるみるうちに白人労働者の数が減っている。ロンドンの白人は認めないだろうが、誰が有色人種の監督者の下で働くことになるかもしれない職に就こうと思うだろうか？……ロンドンでは、有色人種は雇われてから数ヶ月もすれば横柄で無礼になると聞いている。
と述べた。

### 支援と推移
5月1日、ブリストル大学の学生たちがオムニバス社のバス停とTGWUの地元本部に向かって抗議行進を行い、市の中心部を通った際にバスの乗務員たちから罵声を浴びせられたと地元紙が伝えている。国会議員のトニー・ベンは、当時の野党党首だった労働党党首のハロルド・ウィルソンに連絡を取り、ウィルソンはロンドンで開かれた反アパルトヘイト運動の集会で、カラーバーに反対する発言をした。5月2日、地元の労働党所属の市参事会員であるヘンリー・ヘネシーは、カラーバーをめぐるTGWUとオムニバス社経営陣の明らかな癒着関係について発言した。5月3日、市議会の与党である労働党は、ヘネシーが40年以上にわたって立派に勤め上げてきたにもかかわらず、彼を除名すると脅した。
トニー・ベン、フェナー・ブロックウェイと元クリケットプレイヤーのレアリー・コンスタンティンは、オムニバス社を非難した。コンスタンティンは当時、トリニダード・トバゴの高等弁務官を務めていた。コンスタンティンはオムニバス社とスティーブンソンに書簡を送り、また5月4日から7日にかけてブリストル・カントリー・グラウンドで開催された西インド諸島対グロスタシャーのクリケット戦において、記者に向けてカラーバーに反対する発言を行った。西インド諸島チームは、「スポーツと政治を混同してはならない」として、ボイコットを公的に支持することを拒否した。試合中、地元の人種差別反対キャンペーン (Campaign Against Racial Discrimination, CARD)のメンバーは、観客にボイコットを支持するよう促すビラを配った。
TGWUの地方支部は、評議会の代表団との面会を拒否し、地元メディアではますます激しい言葉の戦いが展開された。TGWUの南西地域書記ロン・ネザーコットは、地元の黒人でTGWU組合員のビル・スミスを説得して、争議を解決するための穏やかな交渉を求める声明に署名させた。この声明は、スティーブンソンを、市内の黒人やアジア人に危害をもたらしかねないとして非難するものだった。ネザーコットは、デイリー・ヘラルド紙上でスティーブンソンへの攻撃を開始し、スティーブンソンを不誠実で無責任な人物として非難した。これがきっかけとなり、高等法院での名誉毀損訴訟に発展し、1963年12月、スティーブンソンに対する損害賠償と費用負担が命じられた。
ブリストル教会協議会は調停を試み、

我々は、この問題を端緒とする、人種間対立を長引かせかねない一連の騒動が、どうやら、西インド諸島系住民を代表すると自称する小さな一団によって意図的に生み出されたものであるらしいことを心より遺憾に思う。また、一部の白人の社会的・経済的恐怖心が、ブリストル・バス社を、キリスト教が理想とする人種関係を実現するに極めて困難な地位に追い込んでしまった、という明白な事実も、遺憾に思っている。
との声明を発した。
これに対して、ジャマイカ高等弁務官事務所職員のロバート・ディヴィスンは、「西インド諸島系住民を代表する団体が存在しない状況下において、西インド諸島系住民の集団を「西インド諸島系住民を代表していない団体」と記述するのはナンセンスだ」と批判した
。
5月6日日曜、イーストビルで開催されたメーデー集会において、ブリストル商業評議会のメンバーが、公にTGWUを批判した。同日、スティーブンソンはセントメアリー・レッドクリフ教会へのデモ行進を組織したが、参加者は少なかった。地元の西インド諸島系住民の中には、波風を立ててはいけないとする者たちもおり、ロイ・ハケットによれば、彼らは加害を受けることを恐れていたのかもしれないという。この争議によって、ブリストル・イブニング・ポスト紙には史上最大級の投書が寄せられ、投稿者たちは、どちらの側もそれぞれの支持する内容を書き込んだ。

### 争議の解決
TGWU、市の労働組合幹部、ブリストル司教オリバー・トムキンスは、いずれもスティーブンソンを無視し、TGWUのビル・スミスと手を組んで問題を解決しようと試みた。レアリー・コンスタンティンはボイコットへの支援をさらに進め、ブリストル市長や、TGWUのリーダーであるフランク・カズンズとも面会した。コンスタンティンは、ブリストル・オムニバス社の親会社であるトランスポート・ホールディング社に出向き、組合との話し合いのために役員を派遣するよう説得した。トランスポート・ホールディング社の会長は、コンスタンティンに、人種差別は会社の方針ではないと語った。オムニバス社とTGWUとの交渉は数ヶ月に渡って続き、ついに8月27日、大規模集会で、500人のバス乗務員が、カラーバーの廃止に同意した。1963年8月28日、イアン・ペティは、バス乗務員の雇用において、今後人種差別がなされることはない、と発表した。これは、マーティン・ルーサー・キングがワシントン大行進で「I Have a Dream（私には夢がある）」演説を行なったのと同日のことだった。9月17日、シク教徒のラグビール・シン(Raghbir Singh)が、ブリストル初の非白人のバス乗務員になった。数日後、2人のジャマイカ系住民と2人のパキスタン系住民もバス乗務員として雇用された。

## ボイコットの影響
1965年、英国議会は1965年人種関係法を制定した。これは、公共空間における人種差別を違法とするものだった。追って1968年には1968年人種関係法が制定され、住宅と雇用における人種差別の禁止にまで範囲が拡大された。こうした法制定を、ブリストル・バス・ボイコット事件の影響を受けたものだと見る向きもある。インディペンデント紙の法律問題担当記者であるロバート・ヴァーカイクは、「スティーブンソン氏の努力がなければ、ハロルド・ウィルソンの労働党政権がイギリス初の反差別法を導入することは困難だったろう、ということにあまり疑念の余地はない」と記している。2003年、黒人歴史月間の一環として、BBC Radio 4は、ブリストル・バス・ボイコット事件に関する番組を放送した。TGWUの後継団体であるユナイトは、2013年2月に謝罪文を発表した。ユナイト南西支部のローレンス・フェアクロスは、当時のTGWUのスタンスについて、「全くもって許しがたいことだ。数十年前にブリストルで起こったことによって生じた不公平や苦痛は、よく理解できる」と述べた。

### イギリス政府による表彰
2009年、スティーブンソンは、バス・ボイコットの組織化に貢献した功績により、大英帝国勲章(OBE)オフィサーを授与された。ベイリーとハケットもまた、OBEを受勲した。